# Kloster Saint-Bernard (Tulle)
Das Kloster Saint-Bernard in Tulle war ein Zisterzienser-Nonnenpriorat, das 1622 aus dem Kloster Coyroux hervorging.

## Geschichte
Die Priorin Jeanne de Badefol hatte angesichts des Zustands des im Verfall befindlichen Klosters Coyroux und der in der Zeit der Hugenottenkriege gefährdeten, exponierten Lage von König Ludwig XIII. die Erlaubnis erhalten, das Kloster in die Stadt Tulle zu verlegen, wo die Niederlassung bis zur Französischen Revolution bestand.

## Anlage
Der Haupttrakt des Wohngebäudes des Nonnenklosters steht noch an der Place Saint-Bernard: ein hohes Gebäude mit zwei Pilastern, die zwei Fensterreihen einfassen.

## Links
- „Tulle, Saint-Bernard“ in Cistopedia -  Encyclopaedia Cisterciensis